# 庫赫圖伊河
庫赫圖伊河是俄羅斯的河流，由哈巴羅夫斯克邊疆區負責管轄，河道全長384公里，流域面積8,610平方公里，河水主要來自雨水和融雪，最終注入鄂霍次克海，是鮭魚的產卵地。